# Астрагал яичкоплодный
Астрага́л яичкопло́дный, или Астрага́л яи́чковый, или Астрага́л яйцепло́дный (лат. Astragalus testiculatus) — травянистое растение; вид рода Астрагал (Astragalus) семейства Бобовые (Fabaceae).

## Ботаническое описание
Гемикриптофит. Бесстебельные рыхлодернистые растения или с укороченным (до 6 см высотой) оттопыренно-волосистым стеблем. Листочки в числе 6—12 пар, 3—13 мм длиной, 2—5 мм шириной, с обеих сторон несколько отстояще-густоволосистые. Цветки почти прикорневые, скучены у основания листьев, редко они на укороченных цветоносах (обычно в этом случае более менее развиты стебли). Прицветники ланцетные, равны половине длины чашечки или достигают основания зубцов. Чашечка трубчатая, опушена оттопыренными черными и белыми волосками, нередко в верхней части полосатая от преобладания чёрных волосков по жилкам. Зубцы чашечки ланцетные, в 2—4 раза короче трубки. Венчик беловатый, розоватый, бледно-лиловый, при сушке желтеющий. Флаг 18—25 мм длиной, наверху с выемкой, ниже середины слегка перетянут. Крылья короче флага, пластинка их на верхушке слегка выемчатая. Лодочка 14—19 мм длиной. Бобы сидячие, 9—15 мм длиной, 6—9 мм шириной, овальные, густо оттопыренно-беловолосистые, двугнёздные.

## Распространение и местообитание
- в России: юг европейской части России + Сибирь — Тюменская, Курганская, Омская, Томская, Новосибирская, Кемеровская, Иркутская области, Алтайский и Красноярский край, республика Алтай, Хакасия, Тува.
- в мире: Крым, Средняя Азия, Монголия[3].

## Значение и применение
На пастбище хорошо поедается овцами и козами, удовлетворительно верблюдами, хуже лошадьми и крупным рогатым скотом.

## Охранный статус

### В России
В России вид входит в многие Красные книги субъектов Российской Федерации: Воронежская, Курганская, Томская и Тюменская области.

### На Украине
Решением Луганского областного совета № 32/21 от 03.12.2009 г. вид входит в «Список регионально редких растений Луганской области».
Также вид входит в Красную книгу Донецкой области.